# Alticus sertatus
Alticus sertatus és una espècie de peix de la família dels blènnids i de l'ordre dels perciformes que es troba al Pacífic occidental central. És un peix marí de clima tropical i associat als esculls de corall. És ovípar.